# Афинагор (Дикеакос)
Митрополи́т Афинаго́р (греч. Μητροπολίτης Αθηναγόρας, в миру Гео́ргиос Дикеа́кос, греч. Γεώργιος Δικαιάκος; род. 7 декабря 1951, Афины) — архиерей Элладской православной церкви, митрополит Илийский, Ахарнонский и Петрупольский (с 2010).

## Биография
После завершения среднего образования в 1969 году он был принят на философский факультет Афинского университета. После окончания университета служил в Сухопутных войсках Греции с июля 1974 по январь 1977 года.
12 февраля 1977 года был пострижен в монашество с именем Афинагор и 21 февраля 1977 года митрополитом Керкирским Поликарпом (Вагенасом) был рукоположен в сан диакона, одновременно став членом небольшого монашеского братства святого Афанасия в Агросе на Корфу.
В 1979 году окончил богословский факультет Аристотелевского университета в Салониках и в том же году рукоположен митрополитом Фиванским Никодимом (Грекосом) в сан иеромонаха и получил сан архимандрита. Он был назначен проповедником в Фиванскую и Левадийскую митрополию, где служил до избрания на архиепископский престол митрополита Фиванского и Левадийского Иеронима (Лиаписа) в феврале 2008 года, когда он был переведён в Афинскую архиепископию.
Участвовал в семинарах по психологии, психиатрии и пастырству, сотрудничал с Университетом Пантеон в организации экологических конференций. Также участвовал в составе группы в экологических конференциях, семинарах аспирантов и молодёжных собраниях. В 1984—1985 годах он учился в аспирантуре в области пастырских исследований в Лондоне. Был членом специального синодального комитета по диалогу между церковью и обществом.
В 1998 году он прослушал двухлетний курс аспирантуры в богословской школе Университета Аристотеля в Салониках на факультете христианской этики и социологии, по окончании которого в 2002 году с отличием получил степень магистра. Темой его работы было «Пастырское попечение о вдовах согласно святому Иоанну Златоусту и современной психологии».
В 2008 году назначен проповедником первого и второго иерархических округов Афинской архиепископии, а также клириком церкви святой Марины в Тиссио и директором личного кабинета архиепископа Афинского и всея Эллады Иеронима. Он стал вице-президентом созданного тогда же Фонда пастырского образования Архиепископа Афинского.
10 мая 2010 года решением Священного синода иерархии Элладской православной церкви был избран (44 голоса из 75 избирателей) для рукоположения в сан митрополита новосозданной Илийской, Ахарнонской и Петрупольской митрополии (архимандрит Иерофей (Калойеропулос) получил 17 голосов, архимандрит Феоклит (Афанасопулос) — 6 голосов).
13 мая 2010 года в Церкви святого Дионисия Ареопагита в Колонаки состоялась его архиерейская хиротония. 9 июня 2010 года в кафедральном соборе Благовещения Пресвятой Богородицы в муниципалитете Илион состоялось его интронизация.